# Sanare
Sanare – miasto w Wenezueli, w stanie Lara.